# Stratfor
Stratfor este o agenție privată de servicii de informații, înființată de George Friedman în 1996 în Austin, Texas.
Stratfor și-a câștigat recunoașterea la nivel mondial prin strângerea și procesarea de informații din întreaga lume, pe care le folosește în realizarea de rapoarte, știri economice, politice și geopolitice, precum și analize militare.
Shea Morenz este președintele și ofițerul-șef executiv al companiei, iar Fred Burton este vicepreședinte pe inteligență.
Printre alți executivi sunt ofițerul-șef operativ Mark Ozdarski, fost ofițer Navy SEAL; fostul ofițer U.S. Special Operations Command Bret Boyd, vicepreședinte pe servicii individuale de inteligență; și editorul-șef David Judson.